# پولادس
پولادس (به یونانی: Πυλάδης)، در اسطوره‌های یونان، پسر ستروفیوس و آناکسیبیا است.
او و پسر دایی‌اش اورستس با هم بزرگ شدند و یاران باوفایی بودند. او، اورستس را در انتقام‌جویی از کلوتایمنسترا و تلاشش برای کشتن نئوپتولموس یاری دارد و با الکترا، خواهر اورستس ازدواج کرد.